# كبلر-16
كبلر -16 نجم ثنائي في كوكبة الدجاجة كان هذا النظام النجمي مستهدف من قبل مركبة الفضاء كبلر. كلا النجمين نجوم أصغر من الشمس. النجم الرئيسي كبلر-16A، هو من نجوم النسق الأساسي نوع-K والثانوي، كيبلر-16B، هو قزم أحمر نوع- M. تفصل بينهم 0.22 وحدة فلكية، في مدار حول مركز مشترك الكتلة في دورة تستغرق 41 يوما. هذا النظام لدية كوكب خارج المجموعة الشمسية في حجم كوكب زحل يدور في مدار ثنائي يدعى كبلر-16B 

## النظام الكوكبي
كبلر-16B عملاق غازي يدور حول النجمين في نظام كيبلر 16 . هذا الكوكب كتلتة تساوي ثلث كتلة المشتري وأصغر قليلا من زحل نحو 0.7538 نصف قطر مشتري.ولكنه أكثر كثافة. كبلر-16B يكمل مدارة الدائري تقريبا في 228.776 يوما.
| رفيق (بترتيب النجوم) | كتلة     | نصف محور (AU) | الفترة المدارية (يوم) | انحراف | ميلان   | نق        |
| -------------------- | -------- | ------------- | --------------------- | ------ | ------- | --------- |
| كبلر-16B             | 0.333 مJ | 0.7048        | 228.776               | 0.0069 | 90.032° | 0.7538 قم |